# Бридуны

Бридуны (укр. Бридуни) — село,
Судовский сельский совет,
Новосанжарский район,
Полтавская область,
Украина.
Код КОАТУУ — 5323486704. Население по переписи 2001 года составляло 71 человек.

## Географическое положение
Село Бридуны находится на левом берегу реки Полузерка (Резничка),
выше по течению на расстоянии в 0,5 км расположено село Дмитренки,
ниже по течению на расстоянии в 0,5 км расположено село Судовка,
на противоположном берегу — село Шпортки.
Река в этом месте извилистая, образует лиманы, старицы и заболоченные озёра.